# Great Eastern Railway
Great Eastern Railway (GER) fou una companyia de ferrocarrils de la Gran Bretanya. La seva principal línia unia Liverpool Street a Londres amb Norwich i tenia altres línies a East Anglia. La línia fou absorbida per London and North Eastern Railway el 1923 a conseqüència de la llei ferroviària "Railways Act 1921".